# Прокудин, Юрий Николаевич
Юрий Николаевич Прокудин (15 февраля 1911, Херсон — 12 сентября 1992) — советский ботаник-агростолог, доктор биологических наук, профессор Харьковского государственного университета имени А. М. Горького.

## Биография
Родился 15 февраля 1911 г. в Херсоне в семье фельдшера. В 1928 поступил на агробиологический факультет Херсонского института социального воспитания, который окончил в 1931 году. Еще во время обучения принимал участие в экспедиции Херсонской ихтиологической станции по изучению перспектив рыбного хозяйства в сфере влияния будущей Кичкасской плотины и в студенческой экспедиции на территорию заповедника Аскания-Нова. После окончания института некоторое время работал учителем биологии и завучем средней школы в селе Плетеный Ташлык. С 1933 г. учился в аспирантуре Научно-исследовательского института ботаники Харьковского государственного университета в секторе систематики цветковых растений, которым руководил Михаил Клоков. С 1937 г. после защиты кандидатской диссертации (тема — «Пирії Украины») начал работать в Харьковском государственном университете сначала научным сотрудником университетского ботанического сада, позже в секторе цветочных растений университетского института ботаники. Война застала его в экспедиции на Кавказе. После возвращения в Харьков записался в ополчение, участвовал в строительстве оборонительных сооружений в Харьковской области. Эвакуировался из города вместе с другими сотрудниками Харьковского университета, 30 сентября 1941 г., когда на улицах уже шли бои. В 1941-1944 гг. находился в эвакуации в городе Кзыл-Орда (Казахская ССР), где был организован Объединенный Украинский университет. В мае 1944 г. вернулся в Харьков и возглавил кафедру высших растений университета. В 1952 г. — защитил докторскую диссертацию по теме «Дикорастущие злаки Крыма». С 1971 до 1986 гг. — заведующий кафедрой ботаники Харьковского государственного университета.
Умер 12 сентября 1992 года.

## Научная и природоохранная деятельность
Прокудин Ю. М. — автор около 200 научных работ, большинство которых посвящено злакам Восточной Европы — в том числе «Определитель растений Крыма» (1972) и «Определитель высших растений Украины» (1987). Опубликовал монографию «Злаки Украины» (1977), описал 19 новых для науки видов из рода злаковых.
Он организовал широкомасштабные научные исследования по изучению флоры бассейна Северского Донца и обосновал необходимость создания природного парка в среднем течении реки. Под его редакцией вышла в свет книга «Северско-Донецкий природный комплекс».
В течение ряда лет Ю. М. Прокудин возглавлял Харьковское отделение Украинского ботанического общества, ученый совет ботанического сада Харьковского государственного университета, принимал участие в проектировании и создании экспозиций на новой территории университетского сада, редактировал печатные работы сотрудников, руководил выполнением и защитой десяти кандидатских диссертаций.

## Награды
Юрий Николаевич Прокудин награжден Почетной грамотой Президиума Верховного Совета Казахской ССР «За самоотверженный труд в годы Великой Отечественной войны 1941-1945 гг.», 5 медалями за трудовую деятельность и многочисленными грамотами.

## Семья
Жена — советский ботаник-альголог, доктор биологических наук, профессор Харьковского государственного университета имени А. М. Горького, Александра Михайловна Матвиенко.